# Kościół św. Izydora w Biadkach
Kościół pw. św. Izydora – katolicki kościół parafialny znajdujący się w Biadkach w gminie Krotoszyn. 

## Architektura i wyposażenie
Modernistyczną świątynię o bogatym programie rzeźbiarskim wybudowano w latach 1973-1977 według projektu Aleksandra Holasa. Inicjatorem budowy był ks. Mieczysław Grzesiek. Konsekracji dokonał abp poznański Jerzy Stroba w 60. rocznicę erekcji parafii. Świątyni towarzyszy wysoka, ażurowa kampanila z płaskorzeźbą św. Krzysztofa, kaplica z pietą oraz grota maryjna z 2000 (75. rocznica utworzenia parafii). W zachodniej ścianie zewnętrznej płaskorzeźba Zwiastowania. W ołtarzu głównym rzeźba św. Izydora Oracza z pługiem. Dużych rozmiarów witraże (Duch Święty i Oko opatrzności). Nad wejściem tympanon z Trójcą Świętą. Przy wejściu tablica pamiątkowa o treści: Proszę Was, abyście całe to duchowe dziedzictwo, któremu na imię Polska, raz jeszcze przyjęli z wiarą, nadzieją i miłością - taką, jaką zaszczepia w nas Chrystus na chrzcie świętym... Jan Paweł II. W hołdzie wielkiemu Polakowi, Ojcu Świętemu Janowi Pawłowi II parafianie. Biadki w Święto Miłosierdzia Bożego 1 V 2011. 

## Galeria

### Otoczenie

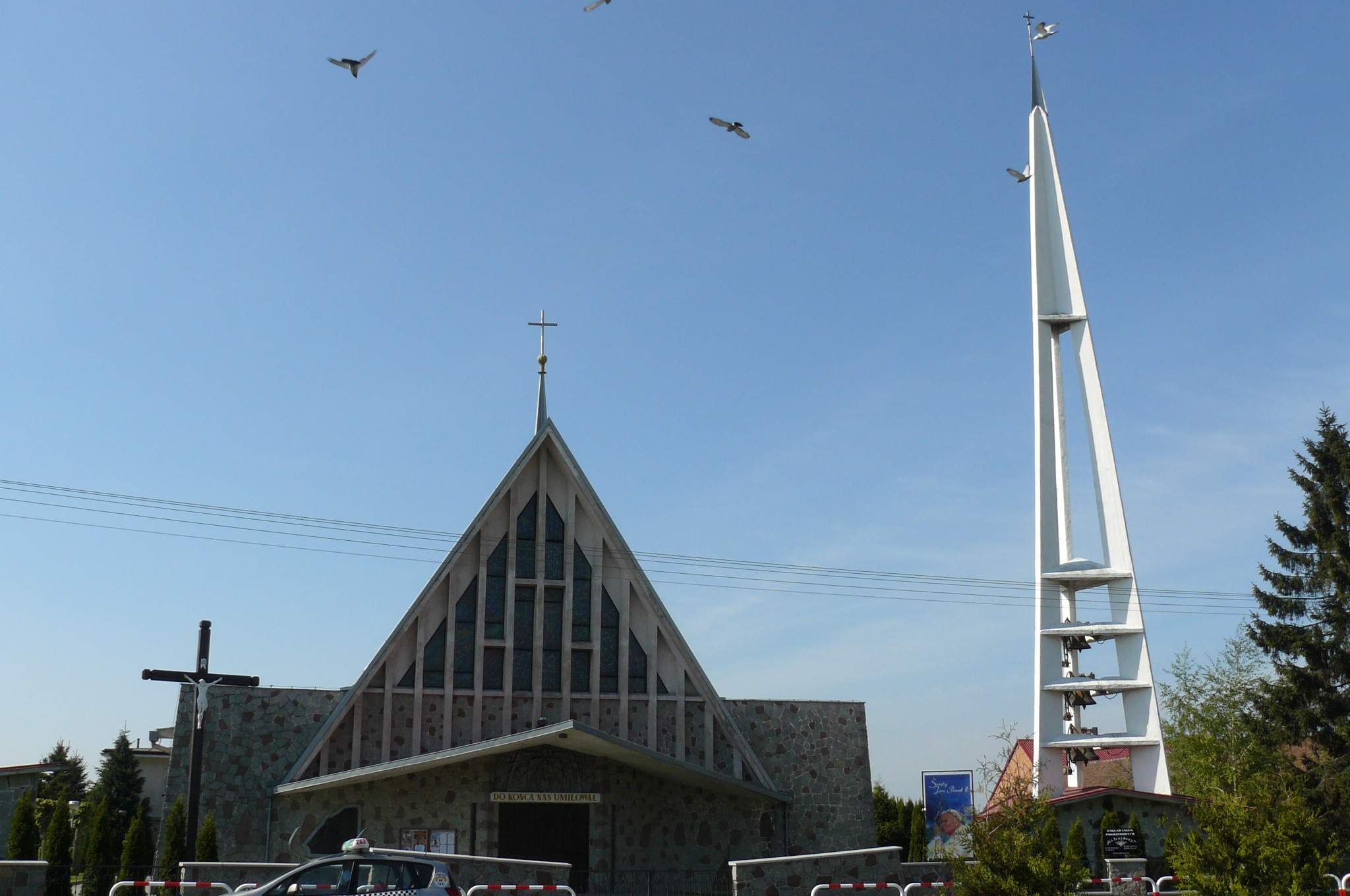
Widok ogólny
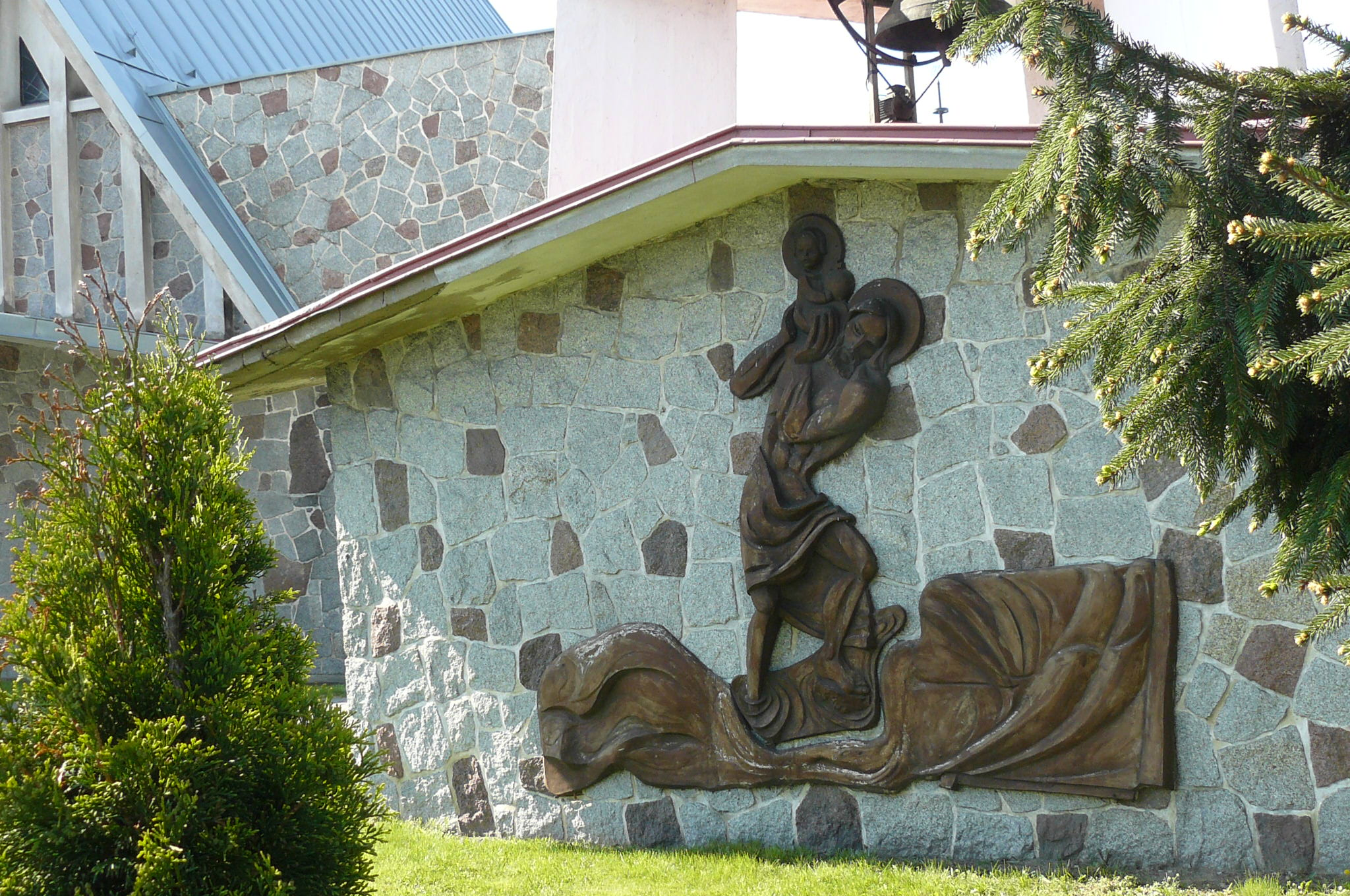
Święty Krzysztof
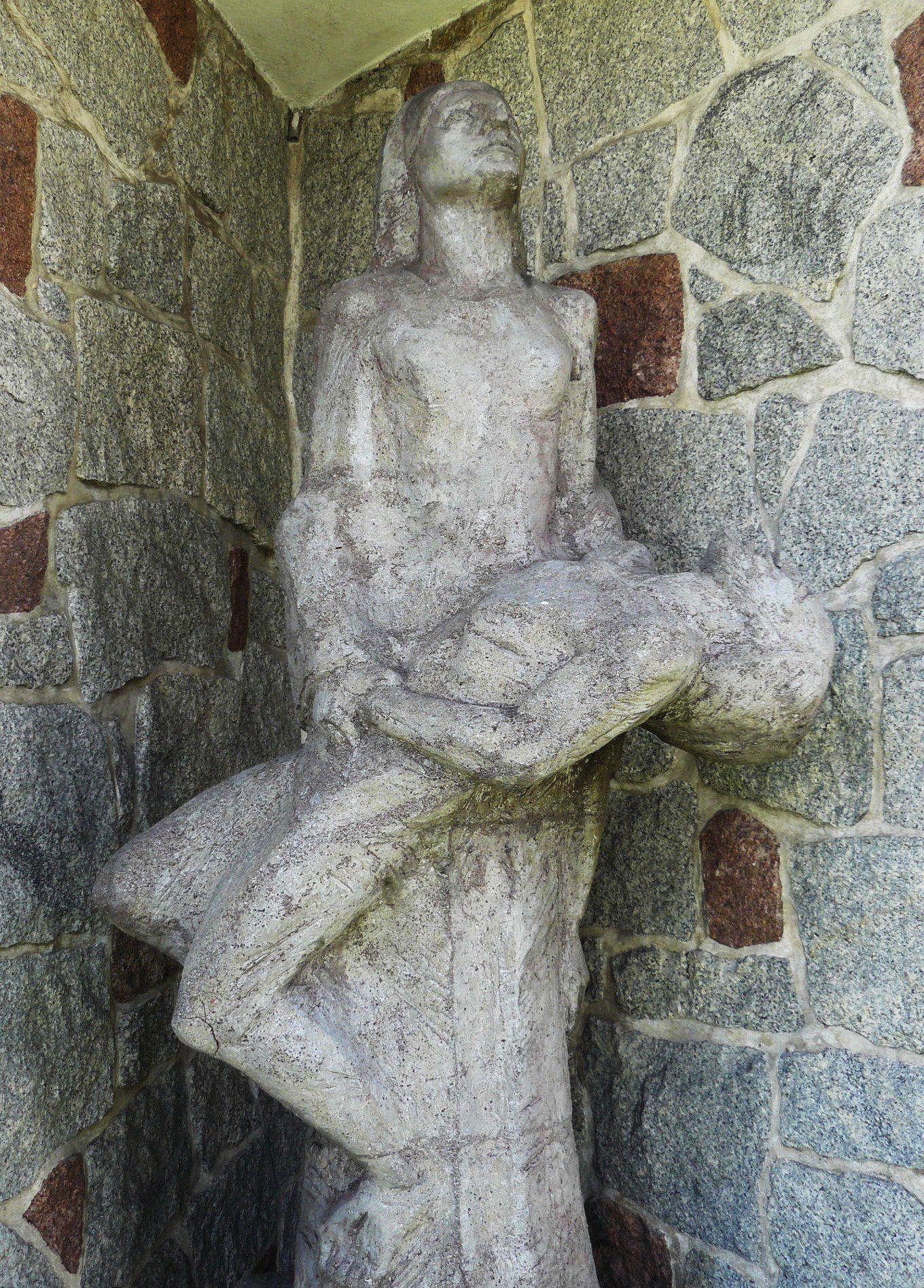
Pietà
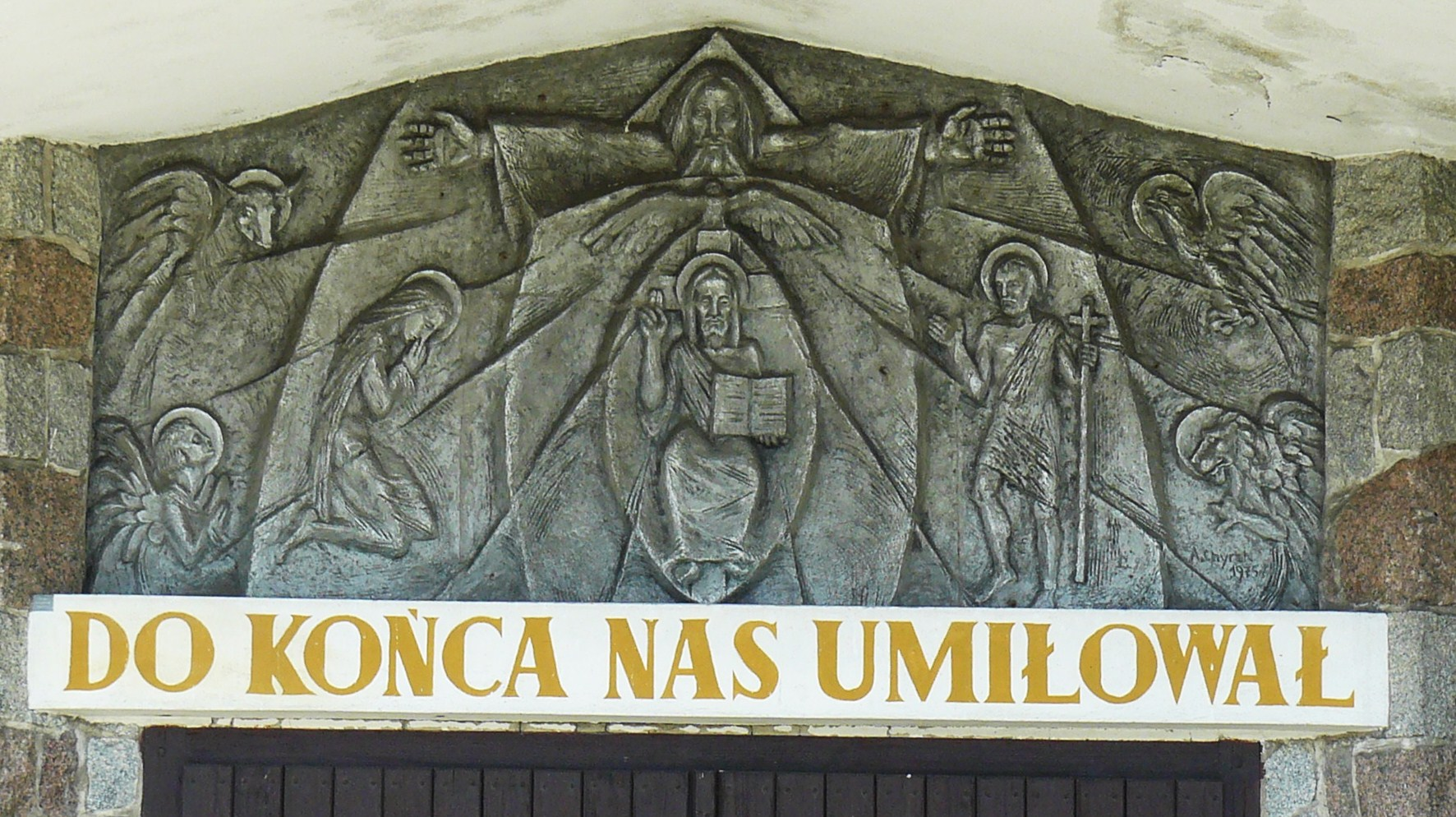
Tympanon

### Wnętrze

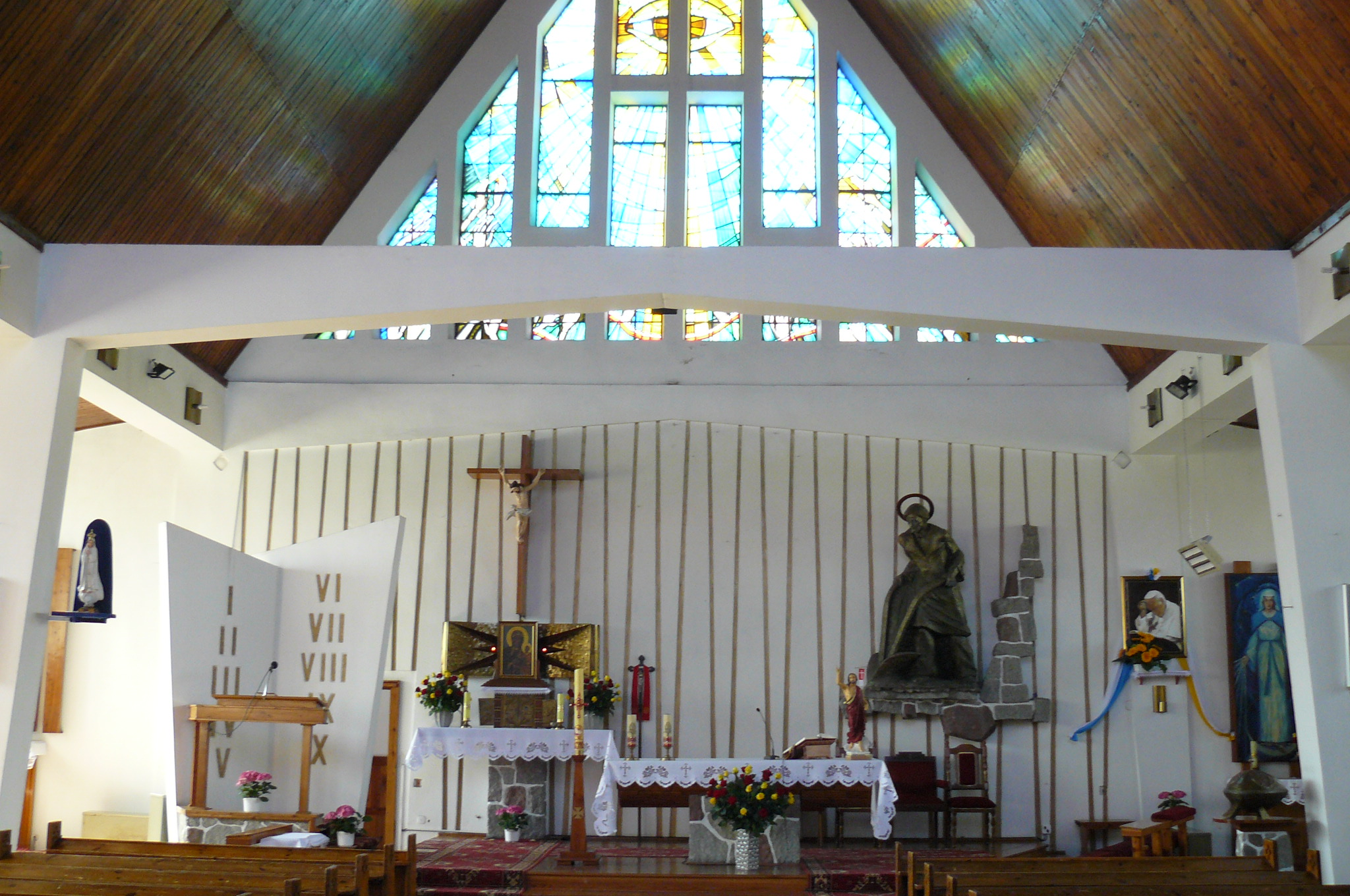
Ołtarz
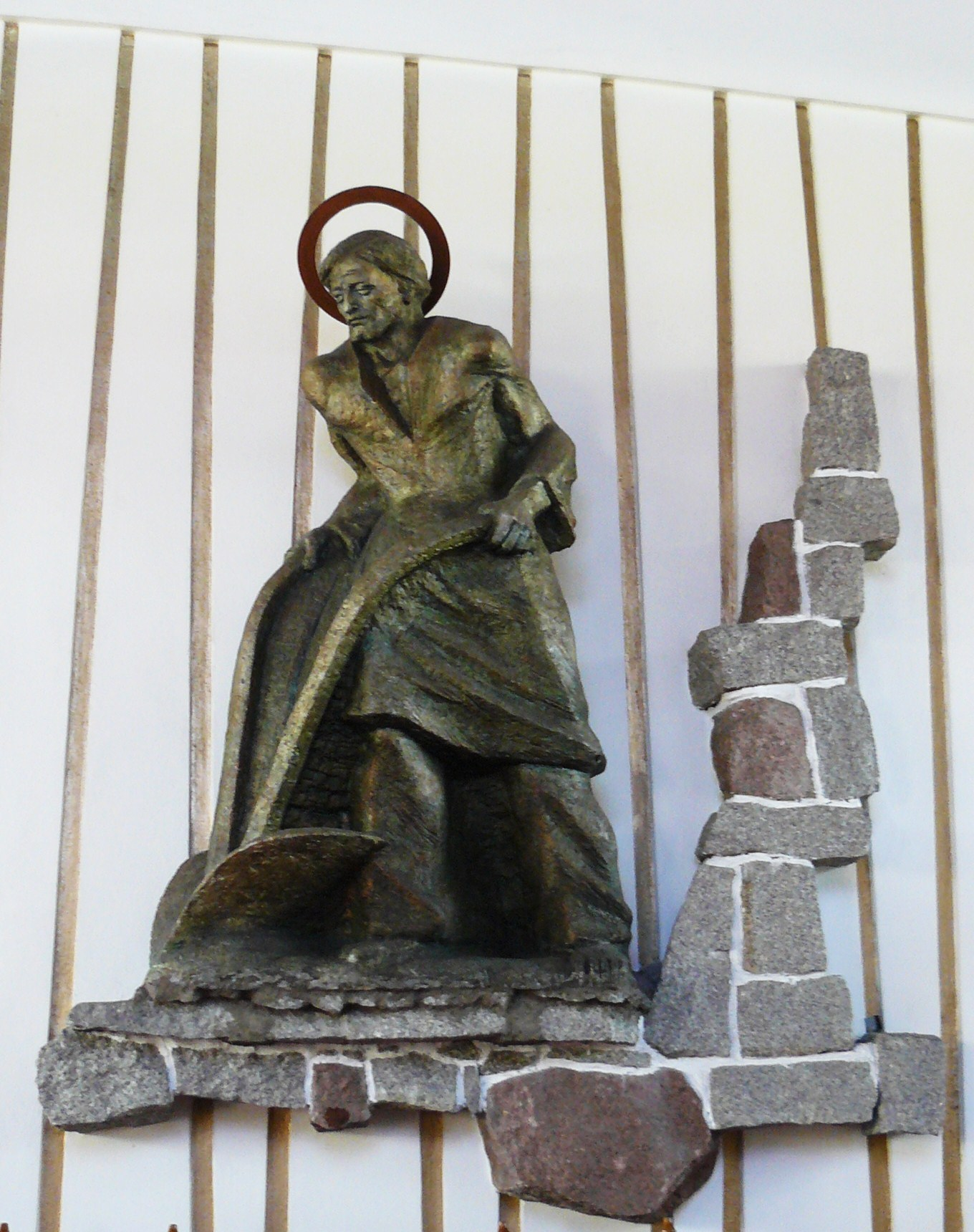
św. Izydor Oracz
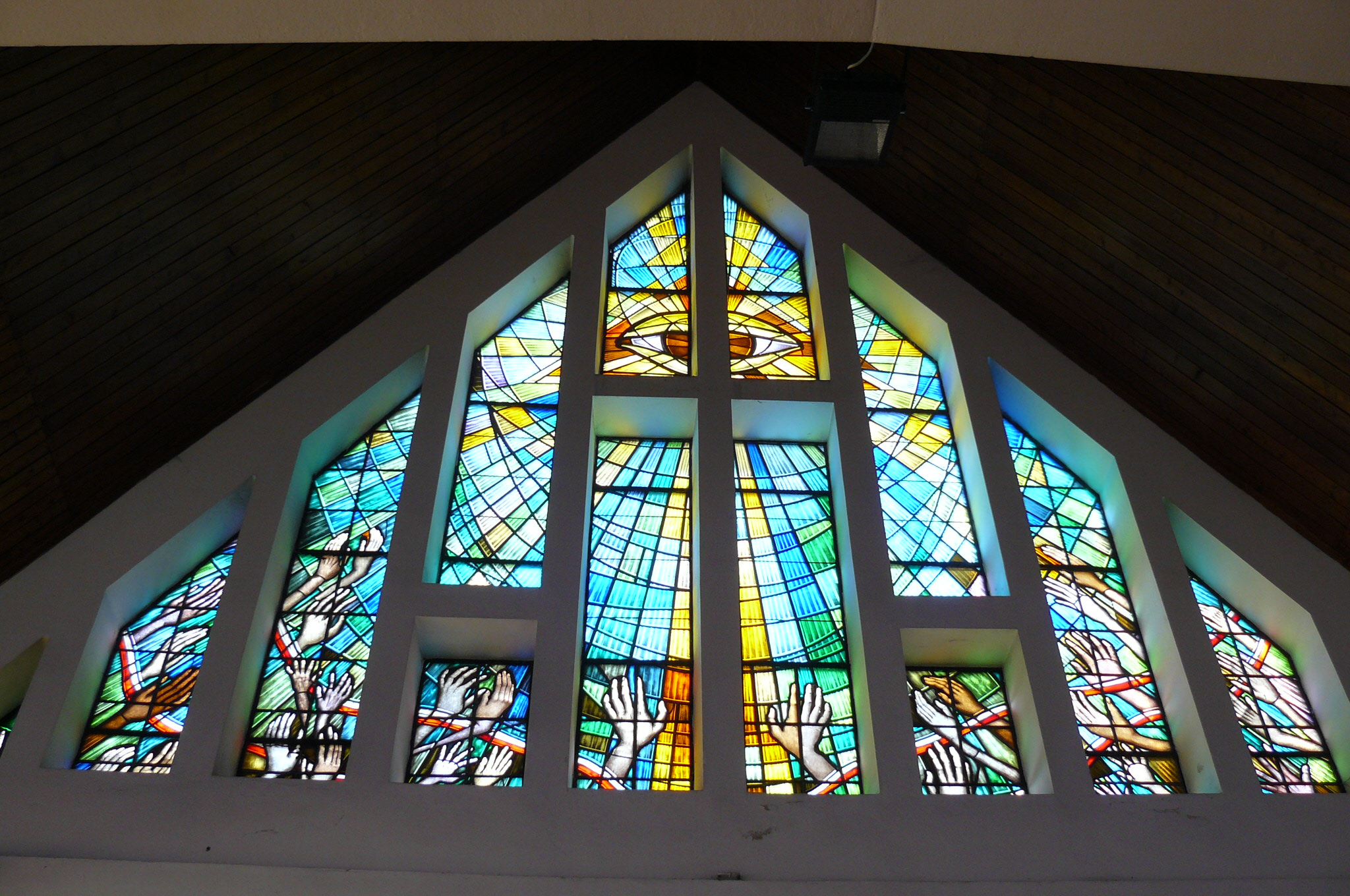
Witraż
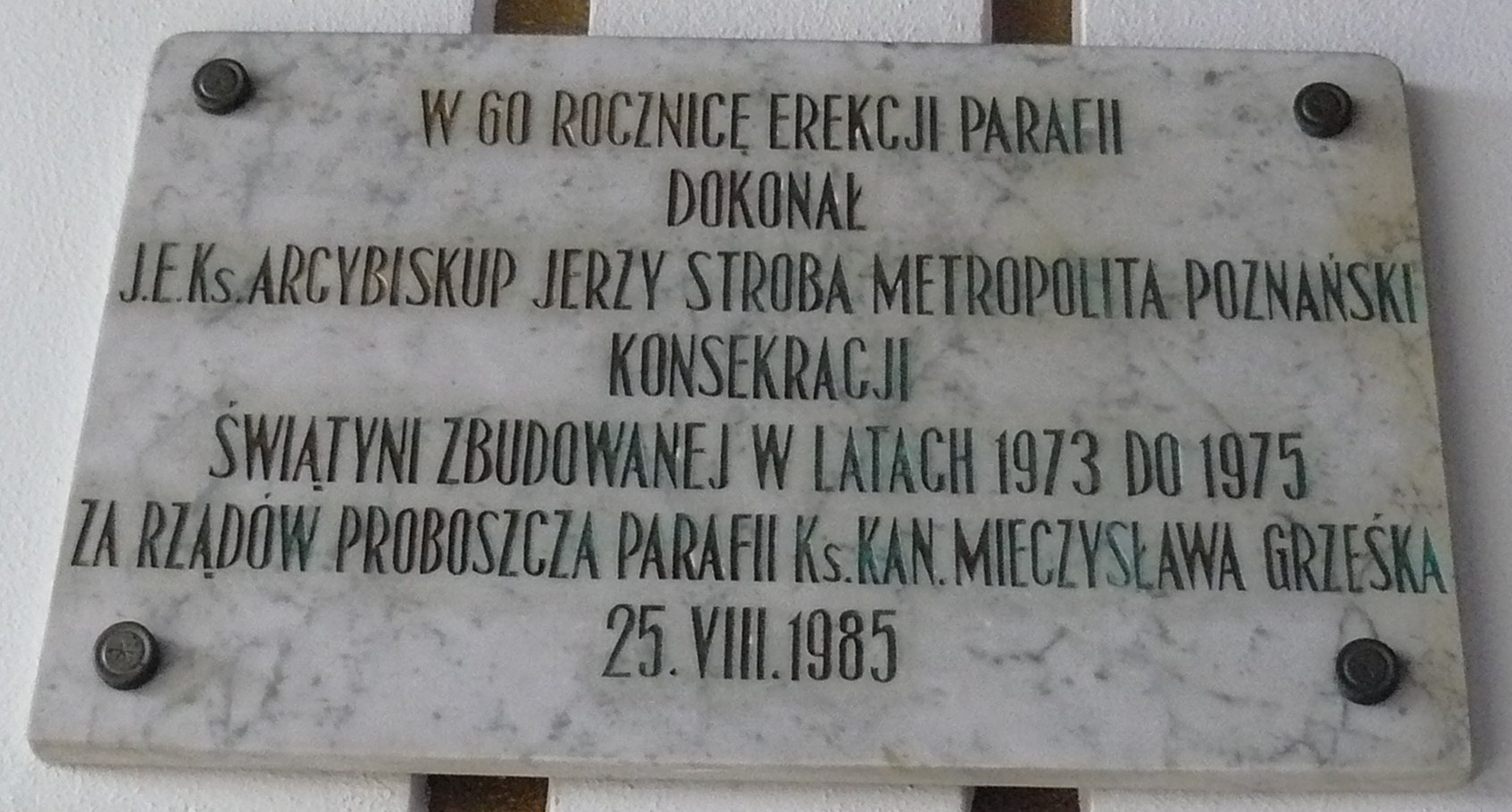
Tablica pamiątkowa